# Scopula serratilinea
Scopula serratilinea là một loài bướm đêm trong họ Geometridae.